# Маріяштайн
Маріяштайн (нім. Mariastein) — містечко й громада округу Куфштайн у землі Тіроль, Австрія.
Маріяштайн лежить на висоті 575 м над рівнем моря і займає площу 2,4 км². Громада налічує 323 мешканців.
Густота населення 135/км².
|                                     |
| Маріяштайн на мапі округу та землі. |

 Адреса управління громади: Mariastein 29, 6324 Mariastein (Tirol).

## Галерея

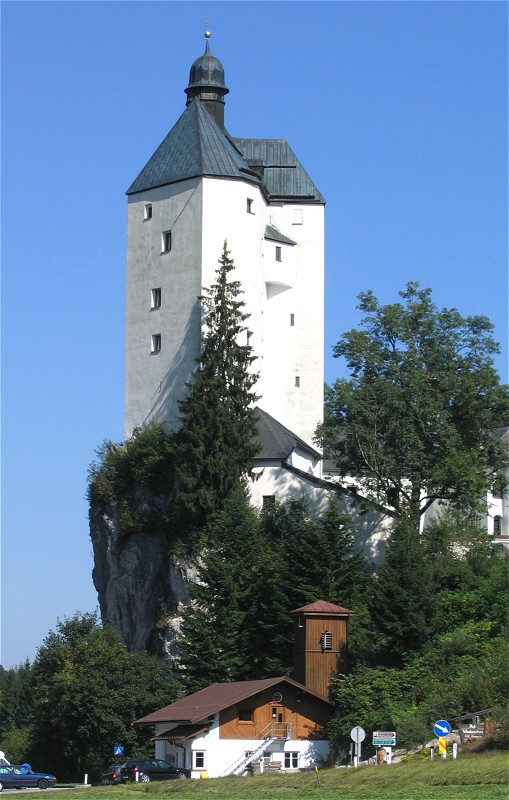
Mariastein von Westen
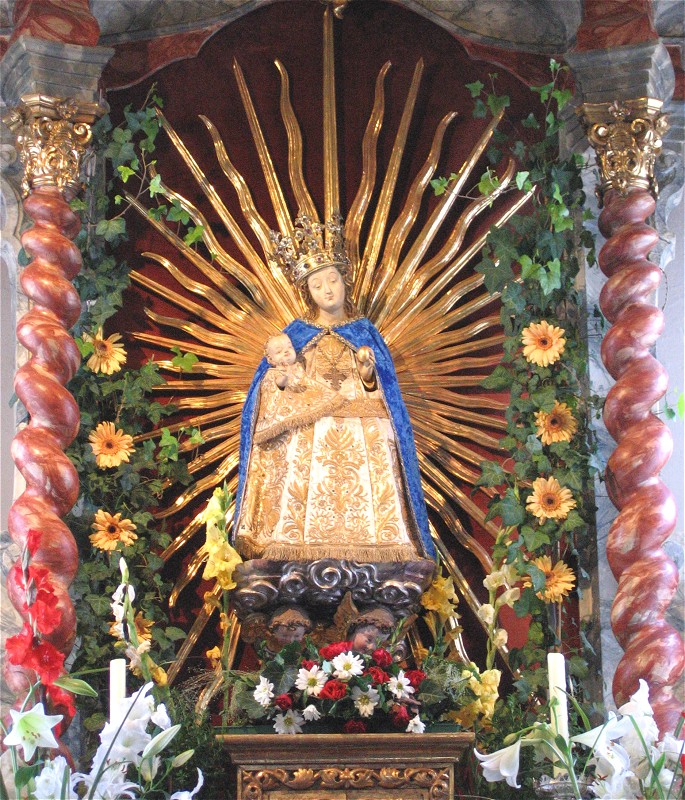
Gnadenmuttergottes
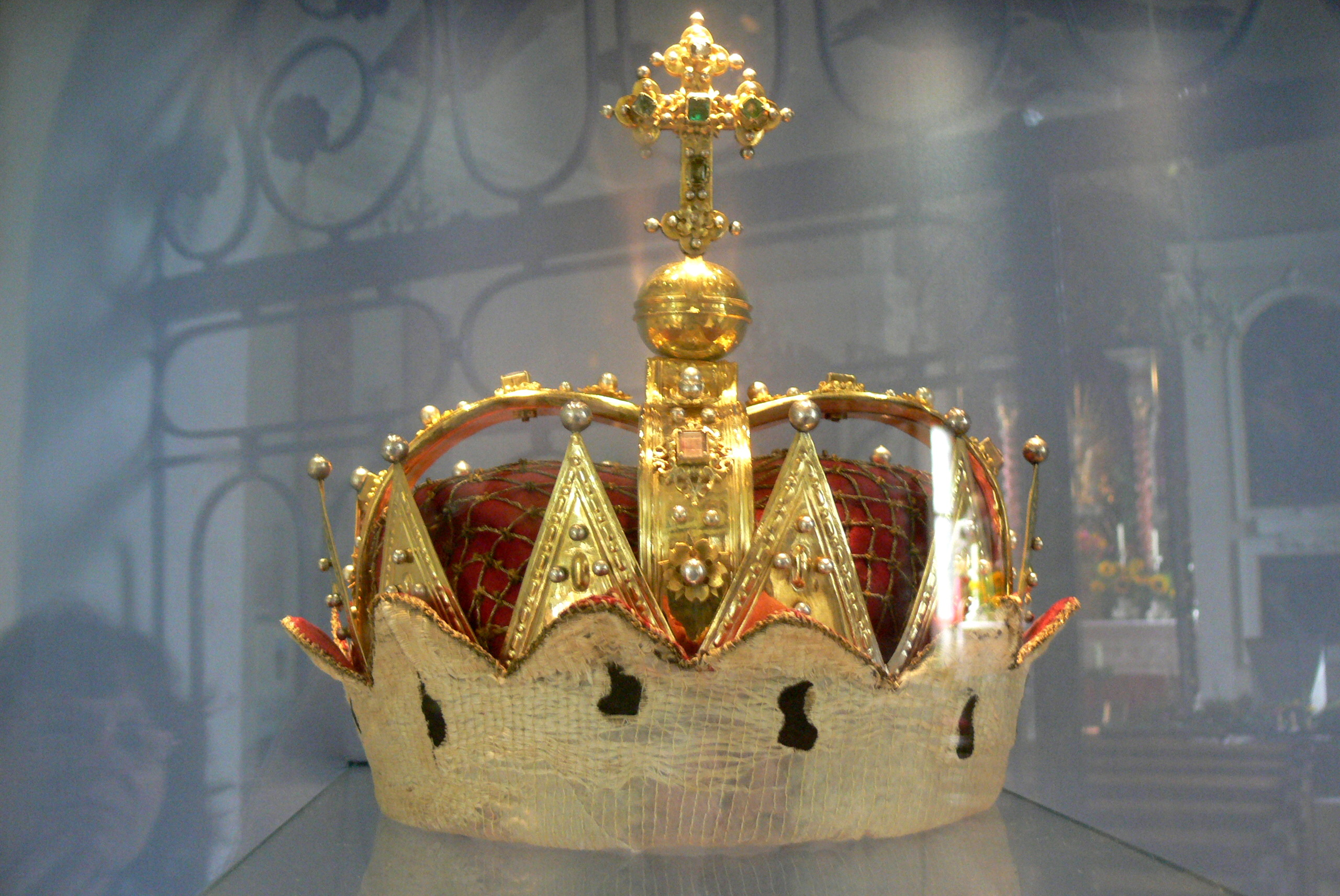
Tiroler Erzherzogshut